# Oxanthera fragrans
Oxanthera fragrans là một loài thực vật thuộc họ Rutaceae. Đây là loài đặc hữu của New Caledonia.